# 金吉路站
金吉路站位于上海浦东新区金海路金吉路附近，鄰近华为上海研究所，为上海轨道交通9号线的地铁站。
2017年12月30日起，上海地鐵9號線三期楊高中路站-曹路開通運營，本站随之开通。
建設中的22号线也会经过本站，成为22号线的起点站，届时将成为9号线与22号线的换乘站。

## 车站结构

### 车站楼层
| 地面层   | 出入口             | 1-4出入口                        |  |  |
| 地下一层 | 站厅               | 票务服务、自动售票机、人工服务台 |  |  |
| 地下二层 | ①站台              | █ 9号线 往上海松江站（金桥）     |  |  |
|          | 岛式站台，左侧开门 |                                  |  |  |
|          | ②站台              | █ 9号线 往曹路（金海路）         |  |  |

- 9号线站廳
- 9号线站廳
- 9号线站廳內的3號出口

- 9号线站台末端
- 9号线站台設有衛生間
- 9号线站台站牌9号线站台站牌

## 车站出入口
| 出口编号            | 出口指示       | 照片 |
| ------------------- | -------------- | ---- |
| 1 · 出口            | 金海路，金吉路 |      |
| 2 · 出口            | 金海路、金吉路 |      |
| 3 · 出口            | 金海路、申江路 |      |
| 4 · 出口 · （设有） | 金海路、申江路 |      |
| 图例： 设有         |                |      |

## 周邊
- 华为上海研究所